# Borgsjöbyn
Borgsjöbyn is een plaats in de gemeente Ånge in het landschap Medelpad en de provincie Västernorrlands län in Zweden. De plaats heeft 112 inwoners (2005) en een oppervlakte van 25 hectare. De Europese weg 14 loopt door de plaats. De plaats ligt aan het meer Borgsjön.